# Stephanie Heinrich
Stephanie Heinrich (Cincinnati, Ohio, 11 de noviembre de 1979) es una modelo y actriz estadounidense que fue playmate de octubre de 2001 de la revista playboy. Además de su aparición en la revista también lo hizo en varios videos playboy y ediciones especiales de la revista.
Heinrich se casó en Las Vegas en 2008.